# 라가와 마리모
라가와 마리모(羅川真里茂, 9월 21일 ~ )는 일본의 만화가이다. 12세부터 만화 잡지에 투고하였고, 마침내 1990년에 《하나토유메》에서 〈타임 리미트〉로 데뷔하였다. 다음 해인 1991년에 《아기와 나》를 하나토유메에 연재하기 시작하였고, 1995년 동작품로 쇼가쿠칸 만화상을 수상하였다. 1995년에 《하나토유메》에 게이를 소재를 한 《뉴욕 뉴욕》을 발표하였다. 1998년부터 2009년까지 11년 동안 《하나토유메》에 테니스를 소재로 한 《저스트 고고》를 연재하였다.

## 작품 목록
- 아기와 나
- 뉴욕 뉴욕
- 언제나 상쾌한 기분
- 저스트 고고

단편집
- 아침이 또오니까
- 치무아 포트